# Isaác Brizuela
Isaác „Cone” Brizuela Muñoz (ur. 28 sierpnia 1990 w San Jose) – meksykański piłkarz z obywatelstwem amerykańskim występujący na pozycji prawego skrzydłowego, reprezentant Meksyku, od 2015 roku zawodnik Guadalajary.

## Kariera klubowa
Brizuela przyszedł na świat w amerykańskim mieście San Jose w stanie Kalifornia jako syn meksykańskich imigrantów, którzy przenieśli się za północną granicę w poszukiwaniu lepszych warunków życia. Już w wieku dwóch lat wraz z braćmi przeprowadził się jednak na stałe do Meksyku, zamieszkując w Lagos de Moreno. Jest wychowankiem klubu Deportivo Toluca, do którego seniorskiej drużyny został włączony jako dziewiętnastolatek przez szkoleniowca José Manuela de la Torre po udanych występach w drugoligowej filii zespołu – Atlético Mexiquense. W meksykańskiej Primera División zadebiutował 26 lipca 2009 w wygranym 4:3 spotkaniu z Guadalajarą, natomiast premierowego gola w najwyższej klasie rozgrywkowej strzelił 6 grudnia tego samego roku w zremisowanej 1:1 konfrontacji z Monterrey. Z racji udanych występów został nominowany przez Meksykański Związek Piłki Nożnej do tytułu odkrycia sezonu, a w wiosennych rozgrywkach Bicentenario 2010 zdobył z Tolucą swój pierwszy tytuł mistrza Meksyku, pozostając jednak wyłącznie rezerwowym ekipy.
W jesiennym sezonie Apertura 2012 Brizuela wywalczył tytuł wicemistrza kraju, lecz bezpośrednio po tym, nie potrafiąc wywalczyć sobie miejsca w wyjściowym składzie Toluki, w styczniu 2013 w ramach rozliczenia za transfer Flavio Santosa został wypożyczony do niżej notowanej drużyny Club Atlas. Tam nastąpił rozkwit jego talentu – w ekipie z siedzibą w Guadalajarze spędził bardzo udane sześć miesięcy, będąc kluczowym graczem tej walczącej o utrzymanie ekipy, a po powrocie do swojego macierzystego klubu trener José Cardozo uczynił go podstawowym piłkarzem pierwszej jedenastki. W 2014 roku dotarł z Tolucą do finału najbardziej prestiżowych rozgrywek północnoamerykańskiego kontynentu – Ligi Mistrzów CONCACAF, mając niepodważalne miejsce w formacji pomocy.
Wiosną 2015 Brizuela za sumę sześciu milionów dolarów przeszedł do klubu Chivas de Guadalajara. Tam już w pierwszym, wiosennym sezonie Clausura 2015 jako podstawowy zawodnik dotarł do finału pucharu Meksyku – Copa MX, natomiast pół roku później, w rozgrywkach Apertura 2015, zdobył z Chivas to trofeum. W 2016 roku triumfował za to z ekipą Matíasa Almeydy w krajowym superpucharze – Supercopa MX.
| Sezon     | Klub                  | Kraj   | Rozgrywki  | Mecze | Bramki |
| --------- | --------------------- | ------ | ---------- | ----- | ------ |
| 2008/2009 | Atlético Mexiquense   | Meksyk | Ascenso MX | 23    | 2      |
| 2009/2010 | Deportivo Toluca      | Meksyk | Liga MX    | 24    | 1      |
| 2010/2011 | Deportivo Toluca      | Meksyk | Liga MX    | 26    | 1      |
| 2011/2012 | Deportivo Toluca      | Meksyk | Liga MX    | 30    | 3      |
| 2012/2013 | Deportivo Toluca      | Meksyk | Liga MX    | 15    | 0      |
| 2012/2013 | Club Atlas            | Meksyk | Liga MX    | 18    | 2      |
| 2013/2014 | Deportivo Toluca      | Meksyk | Liga MX    | 35    | 7      |
| 2014/2015 | Deportivo Toluca      | Meksyk | Liga MX    | 20    | 2      |
| 2014/2015 | Chivas de Guadalajara | Meksyk | Liga MX    | 16    | 0      |
| 2015/2016 | Chivas de Guadalajara | Meksyk | Liga MX    | 31    | 4      |
| 2016/2017 | Chivas de Guadalajara | Meksyk | Liga MX    |       |        |

## Kariera reprezentacyjna
W 2007 roku Brizuela został powołany przez szkoleniowca Jesúsa Ramíreza do reprezentacji Meksyku U-17 na Mistrzostwa Ameryki Północnej U-17. Na honduraskich boiskach był jednym z podstawowych graczy swojej drużyny i wystąpił w dwóch z trzech możliwych spotkań, w obydwóch w wyjściowym składzie, ani razu nie wpisując się na listę strzelców. Jego kadra zanotowała wówczas komplet remisów, zajmując trzecie miejsce w liczącej cztery zespoły grupie i nie zakwalifikowała się na rozgrywane kilka miesięcy później Mistrzostwa Świata U-17 w Korei Płd.
W 2011 roku Brizuela znalazł się w ogłoszonym przez Luisa Fernando Tenę składzie reprezentacji Meksyku U-23 na Igrzyska Panamerykańskie w Guadalajarze. Tam regularnie pojawiał się na boisku, jednak pełnił przeważnie rolę rezerwowego, rozgrywając cztery z pięciu meczów, jednak tylko dwa z nich w pierwszej jedenastce. Meksykanie, pełniący wówczas rolę gospodarzy igrzysk, zdobyli ostatecznie złoty medal, triumfując w męskim turnieju piłkarskim po finałowym zwycięstwie nad Argentyną (1:0).
W 2013 roku Brizuela został powołany przez selekcjonera José Manuela de la Torre na Złoty Puchar CONCACAF. Właśnie na tym turnieju, 7 lipca 2013 w przegranym 1:2 meczu fazy grupowej z Panamą, zadebiutował w seniorskiej reprezentacji Meksyku. Podczas tych rozgrywek pełnił rolę rezerwowego zawodnika swojej kadry, rozgrywając dwa z pięciu meczów, zaś meksykańska drużyna, złożona wówczas wyłącznie z graczy występujących na krajowych boiskach, odpadła z turnieju w półfinale. W późniejszym czasie brał udział w udanych dla jego kadry eliminacjach do Mistrzostw Świata 2014, podczas których jednak tylko raz pojawił się na boisku. W 2014 roku znalazł się w powołanym przez Miguela Herrerę składzie na Mistrzostwa Świata w Brazylii. Tam był jednak wyłącznie rezerwowym zawodnikiem drużyny i nie zanotował żadnego występu, natomiast Meksykanie odpadli wówczas z mundialu w 1/8 finału po porażce z Holandią (1:2).